# Thomas van Aalten
Thomas van Aalten (sinh ngày 26 tháng 9 năm 1978 tại Huissen, Gelderland) là một nhà văn người Hà Lan. Anh xuất hiện lần đầu với một câu chuyện trên tạp chí văn học Zoetermeer ở tuổi 19. Van Aalten đã viết các tiểu thuyết Snow Picture (2000), Tupelo (2001), Sluit Deuren en Ramen (2003), Coyote (2006) và De Onderneming (2009) và một số bài báo cho các tạp chí như 3VOOR12, Passionate, VARA TV Magazine, Revu và Vrij Nederland. Phong cách của Van Aalten được đặc trưng bởi những cuộc đối thoại vô lý, bầu không khí rùng rợn và những nhân vật kỳ lạ. Anh là một người đam mê FC St. Pauli và hâm mộ nhạc rock như Motörhead, The Sisters of Mercy. Van Aalten cũng thường làm việc cùng với nhà làm phim Edwin Brienen sống tại Berlin.
Cuốn fifth novel của ông là một tác phẩm không được đầu tư; Exile chỉ xuất hiện trên điện thoại di động sau khi gửi tin nhắn văn bản SMS. Câu chuyện có những bình luận về việc lạm dụng các công nghệ mới.